# Руденко (село)
Руденко (укр. Руденко) — село в Лопатинской поселковой общине Шептицкого района Львовской области Украины.
Население по переписи 2001 года составляло 406 человек. Занимает площадь 0,89 км². Почтовый индекс — 80242. Телефонный код — 3255.

## География
На север от села берёт начало река Старый Ров.

## История
В 1946 г. Указом ПВС УССР село Руденко Ляцкий переименовано в Руденко.